# Dmitri Chouiski
Dmitri Ivanovitch Chouiski, né vers 1560 et mort à Gostynin (Pologne) le 27 décembre 1612, est un prince russe, boyard de la famille Chouiski.

## Biographie
Fils du prince Ivan A. Chouiski (ru), Dmitri Chouiski est un chef militaire du Temps des troubles. Après l'accession au pouvoir en 1606 de son frère aîné le tsar Vassili IV Chouiski, il est considéré comme l'héritier au trône.